# 快捷通道

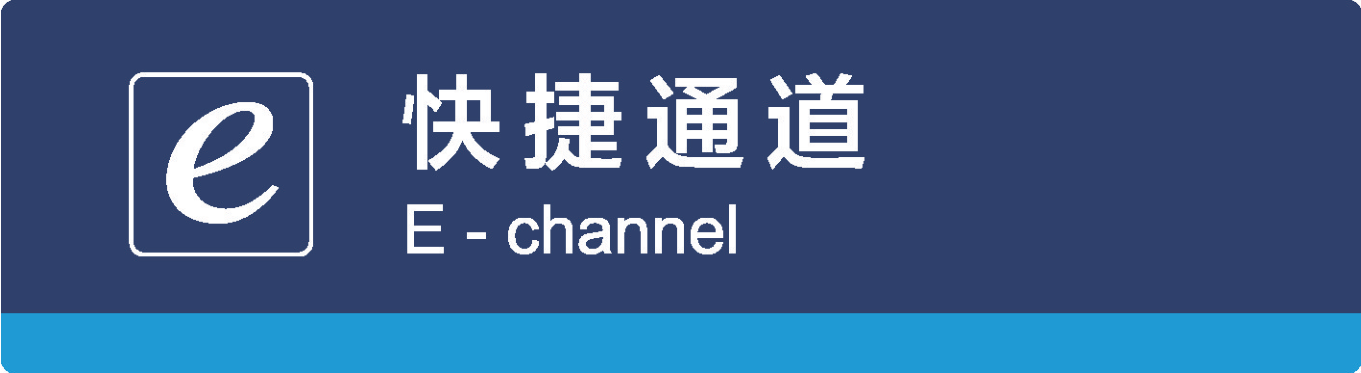
快捷通道指示标志

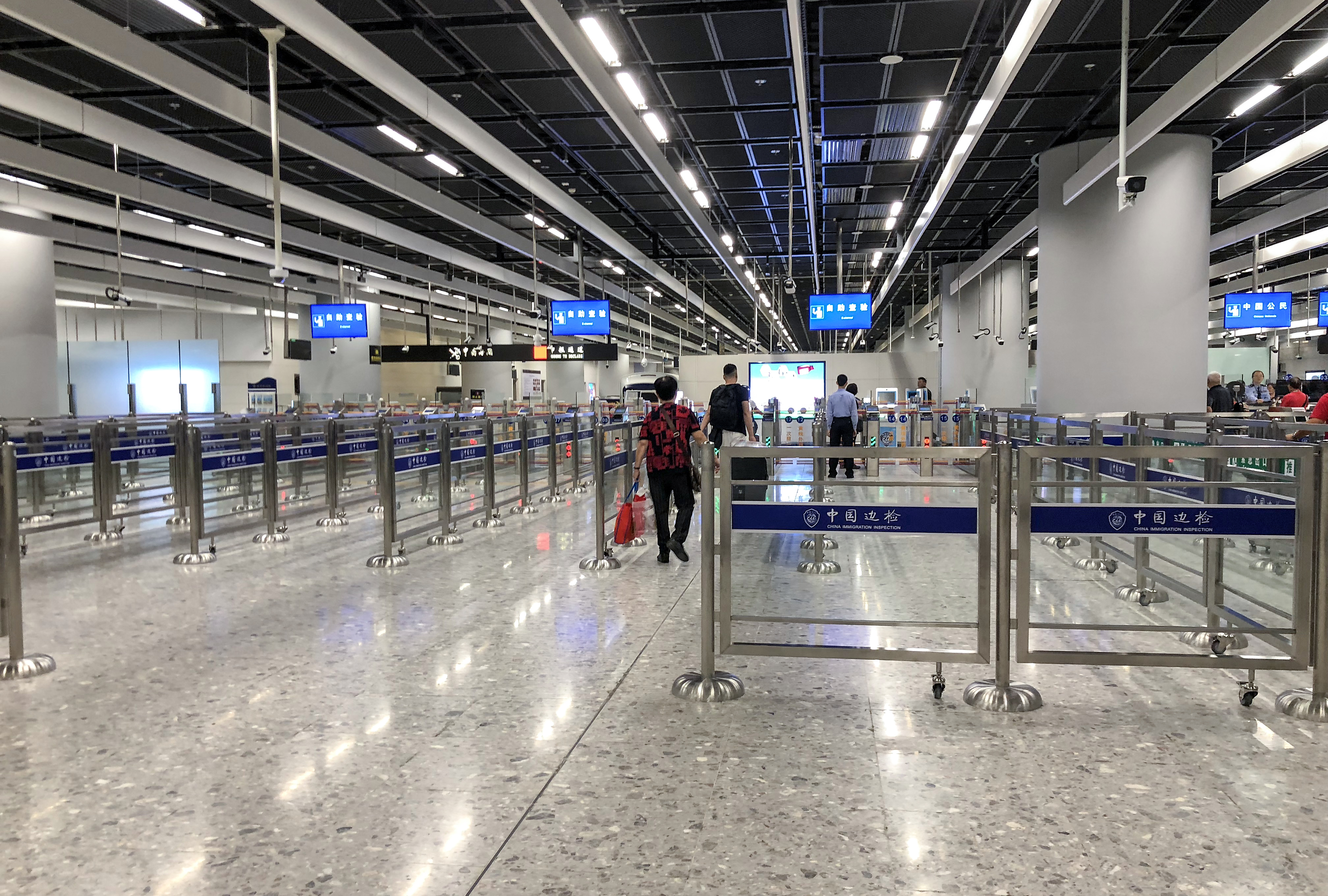
广深港高铁西九龙站口岸的快捷通道

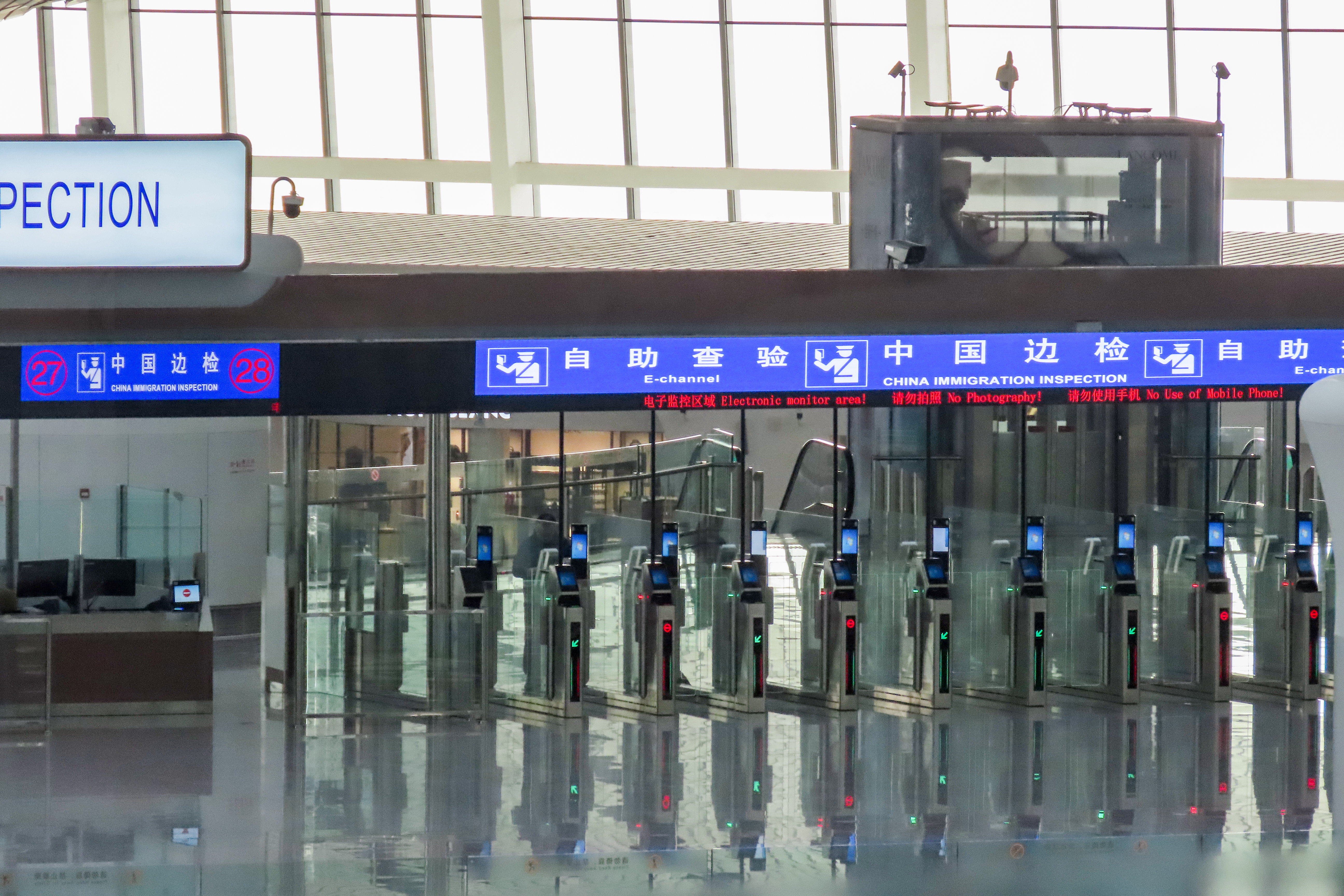
北京大兴国际机场的快捷通道

快捷通道原名自助查验通道，是中华人民共和国出入境边防检查机关在中国内地出入境口岸设立的自助出入境通关系统，该系统可将符合条件的旅客的生物特征与旅行证件内已存储或已在边检机关备案的生物特征信息进行对比，直接完成身份识别及证件查验，整个过程平均用时6至10秒。

## 历史
公安部出入境管理局于2005年3月先在拱北口岸试运行旅客入境自助查验通道，6月在羅湖口岸设置3条用以测试香港居民入境。2006年2月拱北口岸旅客自助查验通道增加至24条，2009年北京首都机场开通入境自助查验通道，2014年12月31日厦门出入境边检总站在厦门高崎国际机场、五通客运码头启用10条入境边检自助查验通道。2016年8月19日北京首都机场开通出境自助查验通道。
2019冠状病毒病疫情发生后，各口岸设立的自助查验通道暂停使用。2023年1月8日，恢复毗邻港澳口岸边检快捷通关（但只恢复了港澳通行证持有者的自助通关，中华人民共和国护照持有者的自助通关并未恢复）。直到2023年5月15日起，全面恢复口岸快捷通关，相关要求与疫情前一致。

## 使用方法

### 凭旅行证件通关
凭旅行证件通关快捷通道（两地一检口岸除外）设有两道闸门，使用方式如下：
- 旅客来到入口闸门前，将旅行证件放在阅读器上，系统会查询旅客的旅行证件以及签证/签注等信息，确认其符合出入境条件后开门；
- 旅客通过入口闸门来到出口闸门前，此时身后的入口闸门关闭，旅客要按照系统的要求按指纹并拍摄人脸（需取下帽子、墨镜、口罩等），待系统识别为本人后出口闸门打开，旅客走出快捷通道，完成通关；

如有身体、行李等挡住门，则门不会关闭，需要将障碍物移走方可继续。若使用快捷通道时遇到问题，可以向现场工作人员求助，不要擅自推门，否则造成设备损坏需要赔偿。
持有下列证件并且已预留指纹的旅客可直接使用快捷通道通关：
- 中华人民共和国电子普通护照
- 卡式往来港澳通行证和有效签注
- 卡式往来台湾通行证和有效签注（团队旅游（L）签注除外）
- 电子因公往来香港澳门特别行政区通行证和多次有效签注

持有下列证件的人员须提前提出申请并进行备案，在完成指纹和面相采集后方可使用快捷通道，上述流程通常可在出入境口岸完成（仅部分出入境口岸提供信息采集备案服务）：
- 本式大陆居民往来台湾通行证和多次有效签注（团队旅游签注除外）
- 因公往来香港澳门特别行政区通行证和多次有效签注
- 港澳居民来往内地通行证
- 港澳居民来往内地通行证（非中国籍）
- 台湾居民来往大陆通行证
- 有效期为一年的多次出入境有效中华人民共和国出入境通行证（仅能在限定通行口岸使用）
- 外国电子护照和6个月以上有效期的中华人民共和国外国人居留许可
- 外国护照（包括电子护照和其他类型的可机读护照）和下列证件之一：
  - 中华人民共和国外国人永久居留身份证
  - 对于外籍机组人员，需提供可免签入境的护照或持有1年以上有效期的乘务签证（C）、工作签证（Z）或居留证件的[15]

### 免出示证件通关
免出示证件通关快捷通道设有两道闸门，使用方式如下：
- 旅客来到入口闸门前，平视摄像头（需取下帽子、墨镜、口罩等），按照屏幕显示内容提示，核对本人身份信息，确认其符合出入境条件后开门；
- 旅客通过入口闸门来到出口闸门前，此时身后的入口闸门关闭，旅客要按照系统的要求按指纹并拍摄人脸，待系统识别为本人后出口闸门打开，旅客走出快捷通道，完成通关；

相关注意事项和前者类似。
2024年11月20日起，满14岁的持有以下证件並已採集面相及指紋等個人信息的人士，便可以人脸識別代替出示證件在深圳的深圳灣口岸或珠海的拱北口岸的免出示证件通道通关。
- 往来港澳通行证（须持有多次有效逗留（D）、探親（T）、商務（S）、人才（R）、其他（Q）類赴港澳簽注）
- 港澳居民来往内地通行证
- 港澳居民来往内地通行证（非中国籍）

虽然使用免出示证件通道时无需出示旅行证件，但旅客仍然需要携带证件以备现场查验或在其他场合使用。

### 不可使用快捷通道的人员
未持有上述证件的旅客不能使用快捷通道。此外，下列人员不符合自助通关信息采集备案条件，无论持何种证件都无法使用快捷通道：
- 证件无法机读或指纹不符合要求的人员
- 年龄在7周岁以下或身高在1.2米以下的人员
- 年龄在16周岁以下所持电子普通护照、往来港澳通行证或往来台湾通行证未存储指纹信息的中国公民
- 不方便使用快捷通道的人员